# 松南宏雅
松南 宏雅（まつなみ ひろまさ、1852年6月18日（嘉永5年5月1日）- 1920年（大正9年）8月27日）は、明治時代の政治家、実業家。衆議院議員（1期）。

## 経歴
松南徹翁の三男として因幡鳥取藩領汗入郡今津村（鳥取県汗入郡高麗村、西伯郡高麗村、淀江町を経て現米子市淀江町今津）に生まれる。戊辰戦争では父に従い自費を以て民兵を組織し官軍に加わり戦功を挙げ、藩主の池田慶徳より70石を下賜され士族に列した。廃藩置県ののち1872年（明治5年）上京し法律学、仏学を学び、1875年（明治8年）本籍を東京市本郷区真砂町（現東京都文京区本郷一、二、四丁目）に移し、実業に従事した。1881年（明治14年）本郷区会議員に当選したのち1883年（明治16年）10月、東京府会議員に挙げられ1887年（明治20年）12月まで在職した。
1884年（明治17年）6月、東京米商会所支配人となり、ほか本郷区所得税調査委員、徴兵参事員、東京市会議員、同参事会員、学区会議員などを歴任した。その他、松南商会代表社員を務めた。1890年（明治23年）2月、鳥取県汗入郡高麗村大字今津に復籍し、7月の第1回衆議院議員総選挙では鳥取県第3区から出馬し当選。任期途中の1891年（明治24年）7月9日に衆議院議員を辞職した。

## 親族
- 兄：松南宏祚（東京府会議員）[3]